# Romain Grange
Romain Grange (Châteauroux, Francia, 21 de julio de 1988) es un futbolista francés. Juega de volante y su actual equipo es el LB Châteauroux de la Ligue 2 de Francia.

## Trayectoria
Romain Grange nació 21 de julio de 1988 en Chateauroux. Él es el hijo de Francisco Grange, exfutbolista. Se incorporó al Instituto de Regional de Fútbol (IFR) de Chateauroux a la edad de 13 años. Es la esperanza de que este centro se observarán. A continuación, se integrará al LB Châteauroux, jugando en la Ligue 2. Después de pasar todas las etapas, es en la CFA2 Dominique Bijotat, director técnico de Chateauroux, dice Romain Grange y decide llamarlo con el personal profesional en marzo de 2009. Asimismo, participará en tres partidos y firmará su primer contrato profesional, un período de un año. Romano Grange está cambiando el centrocampista offensif. Él es el responsable por el pase decisivo el primer gol de la temporada en el partido contra el RC Strasbourg, 7 de agosto de 2009, un corner. Él volvió en el segundo partido de la temporada contra Sedan. Durante el sexto día de la Ligue 2, se anotó su primer gol en contra de Brest, en el minuto 78, lo que permite a su equipo para igualar.
El 23 de mayo de 2012, se unió a tres temporadas con el club AS Nancy Lorraine.

## Clubes
| Club                   | País    | Año       |
| ---------------------- | ------- | --------- |
| LB Châteauroux         | Francia | 2008-2012 |
| AS Nancy               | Francia | 2012-2015 |
| Paris FC               | Francia | 2015-2016 |
| Niort FC               | Francia | 2016-2017 |
| Charleroi SC           | Bélgica | 2018-2019 |
| Grenoble Foot (cedido) | Francia | 2019      |
| LB Châteauroux         | Francia | 2019-     |